# Chemins de ronde (Paris)
Pour des articles plus généraux, voir Mur des Fermiers généraux et Liste des barrières de Paris.

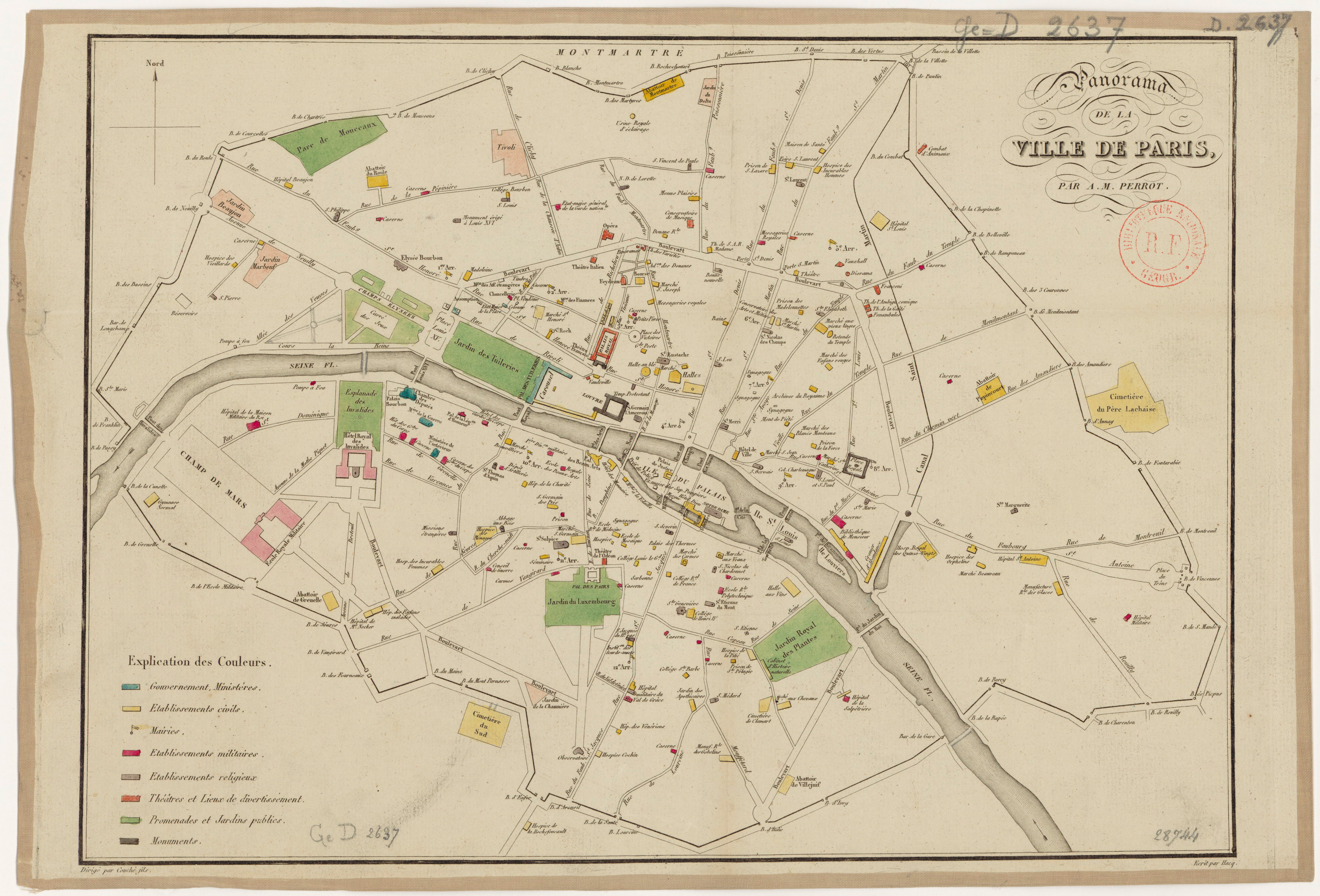
Le tracé du mur des Fermiers généraux par Aristide-Michel Perrot.

Le mur des Fermiers généraux était longé à l'intérieur (dans Paris) par des « chemins de ronde » et à l'extérieur (coté banlieue) par des « boulevards ».

## Chemins de ronde
Les fermiers généraux commencèrent dès 1784 la formation de la nouvelle enceinte de Paris et firent l'acquisition d'une grande quantité de terrains nécessaires à l'exécution de ce vaste projet.

Le premier contrat porte la date du 29 janvier 1787 et le dernier est du 21 février 1791. 

Dans cet intervalle l'ordonnance suivante, est rendue :
« De par le Roi, etc.

Sur ce qui a été représenté au bureau par le procureur du Roi que Sa Majesté avoit ordonné qu'il seroit fait une nouvelle enceinte de Paris, dont une » partie étoit déjà circonscrite par des murs, et que le surplus seroit au plus tôt provisoirement achevé en planches ; qu'il seroit aussi fait un boulevard de 15 toises de largeur pour enceindre extérieurement cette clôture et qu'il seroit réservé 36 pieds de largeur au long et en dedans de la nouvelle enceinte pour former un chemin d'isolement qui pût se convertir par la suite en une rue, et que Sa Majesté avoit encore ordonné qu'il ne seroit point élevé de constructions sur les terrains qui resteront hors l'enceinte, qu'à 50 toises de distance de la clôture, et dans Paris qu'à 36 pieds de distance, etc. Sur quoi, vu le réquisitoire, la déclaration du Roi du 10 avril 1783 et autres règlements, et ouï le rapport de maître Nicolas-Jacques Hébert de Hauteclair, trésorier de France, commissaire du conseil pour la direction du pavé de la Ville, faubourg et banlieue de Paris, le bureau fait défenses d'élever ou de réparer aucuns murs de clôture et bâtiments hors la nouvelle enceinte de Paris qu'à la distance de 50 toises de la clôture et en dedans de ladite enceinte qu'à 36 pieds d'éloignement de ladite clôture; en conséquence, fait aussi défenses sous les peines portées par la déclaration du Roi, du 10 avril 1783, à tous propriétaires, entrepreneurs et ouvriers, d'en commencer aucunes fouilles et constructions au dedans et au dehors de ladite nouvelle enceinte sans avoir préalablement pris les permissions et alignements nécessaires. Fait pareillement défenses sous les mêmes peines de continuer aucune construction qui y soit encommencée avant d'avoir pris lesdites permissions et alignements, et ordonne que la présente sera imprimée et affichée partout où besoin sera, notamment sur les nouvelles clôtures de Paris. 

Fait au bureau des finances de Paris, le 16 janvier 1789. »
Cette ordonnance, en ce qui concerne la largeur des chemins de ronde, a été confirmée par une décision ministérielle du 18 messidor an IX (7 juillet 1801) et successivement
par divers décrets et ordonnances relatifs à chacun des chemins de ronde.
Les fermiers généraux n'ont acheté que la moitié des terrains nécessaires à la formation des chemins de ronde, c'est-à-dire une zone de 5,84 m à partir du mur d'enceinte. Il en résulte que la Ville a payé les terrains qui sont livrés par les propriétaires pour l'exécution complète de l'alignement.
On compte 45 chemins de ronde, dont la longueur totale est de 19 921 m.
Il n'en existait pas :
1. entre la barrière d'Italie et le poste d'observation de la barrière d'Enfer (les Boulevard Auguste-Blanqui (alors boulevard des Gobelins), Saint-Jacques et Raspail (alors boulevard d'Enfer) forment sur ce point la limite de Paris)
2. entre les barrières de Monceau et de Courcelles, où se trouve le parc Monceau.

Ces terrains occupaient une longueur de 3 400 m.
Les chemins de ronde sur les deux rives prennent leur dénomination de la barrière la plus rapprochée de l'amont de la Seine. 

Ainsi, sur la rive droite, le chemin qui s'étend de la barrière de la Rapée à celle de Bercy s'appelle chemin de ronde de la Râpée... etc. (Toutes les propriétés particulières bordant les chemins de ronde sur cette rive n'ont que des numéros impairs). 

Sur la rive gauche, le chemin entre les barrières de la Gare et d'Ivry porte le nom de chemin de ronde de la Gare, etc., et les propriétés particulières n'ont que des numéros pairs.
En 1848 et 1849 la Ville de Paris a fait exécuter dans les chemins de ronde des travaux de nivellement et d'empierrement.

## Boulevards extérieurs
Une ordonnance du bureau des finances du 16 janvier 1789 et un décret impérial du 11 janvier 1808, prohibèrent toute construction à la distance de 50 toises au-delà
du mur d'enceinte de Paris. Cette prohibition avait pour but d'empêcher la fraude des taxes perçues aux barrières, d'assurer l'ordre public, et aussi d'assainir la ville en laissant un grand espace entre les constructions intérieures et extérieures. L'exécution de ces règlements, observée d'abord avec rigueur, excita les plaintes les plus vives et la résistance la plus opiniâtre de la part des propriétaires qui avaient à souffrir de cette servitude. Beaucoup d'entre eux, ne tenant aucun compte de la défense de bâtir, élevèrent des constructions assez importantes en deçà de la zone des 50 toises. Pour vaincre ces difficultés, il intervint, à la date du 1er mai 1822, une ordonnance royale qui, confirmant les règlements antérieurs, autorisa la Ville de Paris à acquérir, soit à l'amiable, soit par voie d'expropriation, tous les terrains et bâtiments compris dans le rayon des 50 toises. Mais la Ville n'usa pas de cette autorisation, et, dès 1825, le conseil municipal reconnut formellement que la mesure prohibitive, qui était si nuisible aux propriétés grevées de la servitude, et dont l'exécution pourrait occasionner une dépense de plusieurs millions, n'était plus nécessaire pour atteindre le triple but que le gouvernement s'était proposé. Le conseil déclara, en conséquence, qu'il renonçait aux droits que les règlements précités conféraient à la Ville de Paris. A plusieurs reprises cette déclaration fut confirmée par le conseil. L'administration de l'octroi, consultée sur la question, approuva la suppression de la servitude, et, après une longue instruction, intervint l'ordonnance suivante :
« Article 1er : Sont et demeurent abrogés l'ordonnance du bureau des finances du 16 janvier 1789, le décret du 11 janvier 1808 et l'ordonnance royale du 1er mai 1822, qui ont établi et maintenu la prohibition de bâtir dans un rayon de 50 toises, soit 98 pieds, à partir du mur d'enceinte de la ville de Paris.

Article 2 : Il sera statué ultérieurement sur les alignements auxquels devront être soumis les propriétaires riverains des boulevards extérieurs de Paris. 
Article 3 : Les terrains que les propriétaires seront contraints de céder à la voie publique, par suite de nouveaux alignements qui leur seront donnés, leur seront payés conformément aux lois et règlements sur la voirie de Paris... 
Au palais de Neuilly, le 7 juillet 1847. 

Signé Louis-Philippe. »
En vertu de cette ordonnance, les boulevards extérieurs sont régis par la préfecture de la Seine, qui délivre des alignements pour construire dans ces voies publiques.

## Liste des chemins de ronde et des boulevards
| Nom de la barrière (début) | Nom de la barrière (fin)                                                 | Nom du chemin de ronde (intérieur-dans Paris) | Nom du boulevard (extérieur-hors Paris) | Longueur |
| --- | ------------------------------------------------------------------------ | --- | --- | -------- |
| La Seine |                                                                          | | |          |
| Barrière de la Gare Jusqu'en 1818, la barrière de la Gare était située à l'extrémité du quai d'Austerlitz, mais sur un emplacement beaucoup plus rapproché du pont de Bercy. A cette époque le village d'Austerlitz ayant été renfermé dans l'enceinte de Paris, la barrière de la Gare fut reculée. Deux petits pavillons construits en 1832 décorent cette barrière, qui avait tiré son nom d'une gare d'eau voisine destinée à mettre les bateaux à l'abri des glaces. Ce bassin n'a jamais été terminé. | Barrière d'Ivry                                                          | Chemin de ronde de la barrière de la Gare Le « chemin de ronde de la barrière de la Gare » commençait à la barrière de la Gare et au quai d'Austerlitz et finissait à la barrière d'Ivry. Il a été formé, en 1818, sur une partie de l'emplacement du village d'Austerlitz. Une ordonnance royale du 11 juin 1847 fixe la moindre largeur de cette voie publique à 11,69 m. | Boulevard de la Gare Le « boulevard de la Gare », actuel boulevard Vincent-Auriol, alors situé sur la commune d'Ivry, débutait quai de la Gare et se terminait rue Nationale | 1 008 m  |
| Barrière d'Ivry Cette barrière, qui portait ce nom parce que c'est par-là que l'on sortait de Paris pour aller à Ivry situé à une lieue, était autrefois située sur le boulevard de l'Hôpital, a été construite lorsque le village d'Austerlitz a été réuni à la ville de Paris. Elle fut également appelée « barrière des Deux-Moulins ». La « place de la barrière d'Ivry » était située entre le chemin de ronde de la Gare et le chemin de ronde d'Ivry, la rue Pinel et la Grande-Rue d'Austerlitz. Une décision ministérielle du 18 octobre 1822 prescrit la formation de cette place, de forme circulaire et dont le rayon était de 32,30 m. Cette voie publique, qui dépendait du village d'Austerlitz, était alors nommée place des Deux-Moulins, n'était pas entièrement construite vers 1850. | Barrière d'Italie                                                        | Chemin de ronde de la barrière d'Ivry Le « chemin de ronde de la barrière d'Ivry » commençait aux barrière et place de la barrière d'Ivry et finissait aux barrière et place de la barrière d'Italie. Il a été formé, vers 1818, sur une partie du village d'Austerlitz. Une ordonnance royale du 11 juin 1847 fixe la largeur de cette voie publique à 11,69 m. | Boulevard d'Ivry Le « boulevard d'Ivry », actuel boulevard Vincent-Auriol, alors situé sur la commune d'Ivry, débutait rue Nationale et se terminait barrière d'Italie | 491 m    |
| Barrière d'Italie Anciennement dénommée « barrière Mouffetard » puis « barrière de Fontainebleau » elle prend le nom de « barrière d'Italie » en 1806. La « place de la barrière d'Italie », de forme circulaire, est indiquée sur le plan Verniquet, mais sans dénomination. Elle a porté le nom de « barrière Mouffetard », parce qu'elle était à l'extrémité de la rue de ce nom, et celui « barrière de Fontainebleau » parce que l'on sortait par cette barrière pour aller dans cette ville et puis celui de « barrière d'Italie » parce qu'elle est sur la direction de l'Italie. | Barrière de Croulebarbe                                                  | Boulevard des Gobelins Ce boulevard commençait la place de la barrière d'Italie et finissait rue de la Glacière. Il a été formé en vertu d'un arrêt du Conseil du 9 août 1760. Sa dénomination lui vient du voisinage de la manufacture des Gobelins. Dans la partie comprise entre les rues du Champ-de-l'Alouette et de la Glacière, le plan de Verniquet l'indique sous le nom de boulevard de la Glacière. Une ordonnance royale du 21 octobre 1840 fixe la largeur de ce boulevard à 38 m. | Boulevard d'Italie Le « boulevard d'Italie », actuel boulevard Auguste-Blanqui, était alors situé sur la commune de Gentilly. | 680 m    |
| Barrière de Croulebarbe Cette barrière qui était située sur le boulevard des Gobelins a été pendant longtemps fermée, avant d'être rouverte en 1848. | Barrière de la Glacière                                                  | Boulevard des Gobelins | Boulevard de la Glacière Le « boulevard de la Glacière », actuel boulevard Auguste-Blanqui, était alors situé sur la commune de Gentilly. | 466 m    |
| Barrière de la Glacière Elle porte ce nom car elle menait au village de « la Glacière » situé sur la commune de Gentilly. Également appelée « barrière de Lourcine » en raison de la proximité de la rue de Lourcine. | Barrière de la Santé                                                     | Boulevard Saint-Jacques Le « boulevard Saint-Jacques » commençait rue de la Glacière et barrière de Lourcine et finissait aux rue et barrière d'Enfer. Il a été formé en vertu des lettres patentes données à Versailles le 9 août 1760. Une ordonnance royale du 9 décembre 1838 fixe la largeur de ce boulevard à 38 m. | Boulevard de la Santé Le « boulevard de la Santé », situé sur la commune de Gentilly, commençait rue de la Santé et finissait rue de la Tombe-Issoire. | 226 m    |
| Barrière de la Santé Elle était située sur le boulevard Saint-Jacques fermait la rue de la Santé | Barrière Saint-Jacques                                                   | Boulevard Saint-Jacques | Boulevard d'Arcueil Situé sur la commune de Montrouge le « boulevard d'Arcueil » débutait rue de la Tombe-Issoire et finissait à la barrière d'Enfer. | 408 m    |
| Barrière Saint-Jacques Également appelée « barrière d'Arcueil » car la route menait au village d'Arcueil. | Barrière d'Enfer                                                         | Boulevard Saint-Jacques | Boulevard d'Arcueil | 332 m    |
| Barrière d'Enfer Elle était nommée « barrière de l'Égalité » en 1792. | Barrière du Montparnasse                                                 | Boulevard d'Enfer et chemin de ronde de la barrière d'Enfer Le chemin de ronde commençait au boulevard d'Enfer et finissait à la rue Delambre et à la barrière du Montparnasse. Il a été formé sur les terrains provenant du domaine de l'Hôtel-Dieu et faisant partie de la Ferme du Grand-Pressoir. Une ordonnance royale du 14 février 1847 fixe sa largeur à 11,69 m. | Boulevard de Montrouge Situé sur la commune de Montrouge, le « boulevard de Montrouge » correspondait pour une partie de l'actuel boulevard Raspail comprise entre le boulevard Edgar-Quinet et le boulevard Saint-Jacques et la place Denfert-Rochereau et pour une autre partie de l'actuel boulevard Edgar-Quinet comprise entre le boulevard Raspail et rue de la Gaîté. | 1 136 m  |
| Barrière du Montparnasse | Barrière du Maine                                                        | Chemin de ronde de la barrière du Montparnasse Également appelée « chemin de ronde de la barrière d'Enfer », il commençait aux rue et barrière du Montparnasse et finissait aux avenue et barrière du Maine. Une ordonnance royale du 14 février 1847 fixe sa largeur à 11,69 m. | Boulevard de Vanves Situé sur la commune de Montrouge le « boulevard de Vanves » correspondait pour une partie de l'actuel boulevard Edgar-Quinet comprise entre la rue de la Gaîté et l'actuelle rue de l'Arrivée. | 303 m    |
| Barrière du Maine | Barrière des Fourneaux                                                   | Chemin de ronde de la barrière du Maine | Boulevard des Fourneaux La partie du boulevard des Fourneaux correspondant à l'actuelle boulevard de Vaugirard fut également appelé « boulevard du Maine » et « chaussée du Maine ». | 647 m    |
| Barrière des Fourneaux | Barrière de Vaugirard                                                    | Chemin de ronde de la barrière des Fourneaux | Boulevard de Vaugirard | 187 m    |
| Barrière de Vaugirard | Barrière de Sèvres                                                       | Chemin de ronde de la barrière de Vaugirard | Boulevard de Vaugirard | 265 m    |
| Barrière de Sèvres | Barrière des Paillassons également appelée barrière de l'École Militaire | Chemin de ronde de la barrière de Vaugirard | Boulevard des Paillassons | 752 m    |
| Barrière des Paillassons également appelée barrière de l'École Militaire | Barrière de la Motte-Picquet                                             | Chemin de ronde de la barrière de l'École Militaire | Boulevard de Grenelle | 294 m    |
| Barrière de la Motte-Picquet | Barrière de Grenelle                                                     | Chemin de ronde de la barrière de l'École Militaire | Boulevard de Grenelle | 446 m    |
| Barrière de Grenelle | Barrière de la Cunette                                                   | Chemin de ronde de la barrière de Grenelle | Boulevard de Grenelle | 518 m    |
| La Seine |                                                                          | | |          |
| Barrière de Passy, également appelée barrière des Bons-Hommes | Barrière Sainte-Marie                                                    | Quai de Passy et Jardins du Trocadéro | | 518 m    |
| Barrière Sainte-Marie | Barrière de Longchamp                                                    | Chemin de ronde de la barrière de Longchamp | Boulevard de Longchamp | 392 m    |
| Barrière de Longchamp | Barrière de l'Étoile                                                     | Chemin de ronde de la barrière des Bassins et chemin de ronde de la barrière de Neuilly | Boulevard de Passy (1re partie) et Boulevard de Passy (2e partie) Le boulevard de Passy correspondait pour une partie de l'actuelle avenue Kléber comprise entre la rue de Lonchamp et la rue de Belloy et pour l'autre partie de l'actuelle rue La Pérouse comprise entre la rue de Belloy et l'avenue d'Iéna jusqu'à la place Charles-de-Gaulle. La barrière des Réservoirs est signalée en 1853 comme étant murée. | 1 093 m  |
| Barrière de l'Étoile | Barrière du Roule                                                        | Chemin de ronde de la barrière du Roule | Boulevard de l'Étoile | 416 m    |
| Barrière du Roule | Barrière de Courcelles                                                   | Chemin de ronde de la barrière de Courcelles | Boulevard de Courcelles | 478 m    |
| Barrière de Courcelles | Barrière de Monceau                                                      | Il n'y a pas de chemin de ronde entre ces deux barrières | Boulevard Monceau | 1 014 m  |
| Barrière de Monceau | Barrière de Clichy                                                       | Chemin de ronde de la barrière de Clichy | Boulevard des Batignolles | 1 014 m  |
| Barrière de Clichy | Barrière Blanche                                                         | Chemin de ronde de la barrière Blanche | Boulevard de Clichy | 445 m    |
| Barrière Blanche | Barrière Montmartre                                                      | Chemin de ronde de la barrière de Montmartre | Boulevard Pigalle | 390 m    |
| Barrière Montmartre | Barrière des Martyrs                                                     | Chemin de ronde de la barrière des Martyrs | Boulevard des Martyrs | 156 m    |
| Barrière des Martyrs | Barrière de Rochechouard                                                 | Chemin de ronde de la barrière de Rochechouart | Boulevard des Martyrs et Boulevard de Rochechouart | 547 m    |
| Barrière de Rochechouard | Barrière Poissonnière                                                    | Chemin de ronde de la barrière Poissonnière | Boulevard des Poissonniers | 201 m    |
| Barrière Poissonnière | Barrière Saint-Denis                                                     | Chemin de ronde de la barrière Saint-Denis | Boulevard de la Chapelle | 756 m    |
| Barrière Saint-Denis | Barrière des Vertus                                                      | Chemin de ronde de la barrière Saint-Denis | Boulevard des Vertus et une partie du boulevard de la Chapelle | 424 m    |
| Barrière des Vertus | Barrière de la Villette                                                  | Chemin de ronde de la barrière Saint-Denis | Boulevard de la Villette | 305 m    |
| Barrière de la Villette | Barrière de Pantin                                                       | Chemin de ronde de la barrière de Pantin | Place de l'Ourcq | 184 m    |
| Barrière de Pantin | Barrière du Combat                                                       | Chemin de ronde de la barrière du Combat | Boulevard de la Butte-Chaumont | 528 m    |
| Barrière du Combat | Barrière de la Chopinette                                                | Chemin de ronde de la barrière du Combat et chemin de ronde de la Chopinette | Boulevard du Combat et boulevard de la Chopinette Le boulevard du Combat correspondait à la partie située entre les actuelles rue Rébeval et place du Colonel-Fabien et le boulevard de la Chopinette correspondait à la partie située entre les actuelles rue Rébeval et rue de Belleville. Le chemin de ronde de la barrière du Combat correspondait à la partie située entre les actuelles rue du Buisson-Saint-Louis et place du Colonel-Fabien et le chemin de ronde de la Chopinette correspondait à la partie située entre les actuelles rue du Buisson-Saint-Louis et rue du Faubourg-du-Temple | 591 m    |
| Barrière de la Chopinette | Barrière de Belleville                                                   | Chemin de ronde de la barrière de Belleville | boulevard de la Chopinette | 234 m    |
| Barrière de Belleville La barrière de l'Orillon est signalée en 1853 comme étant murée. | Barrière des Trois-Couronnes                                             | Chemin de ronde de la barrière de Ramponneau et Chemin de ronde de la barrière des Trois-Couronnes | Boulevard de Belleville | 434 m    |
| Barrière des Trois-Couronnes | Barrière de Ménilmontant                                                 | Chemin de ronde de la barrière de Ménilmontant | Boulevard des Trois-Couronnes | 287 m    |
| Barrière de Ménilmontant | Barrière des Amandiers                                                   | Chemin de ronde de la barrière des Amandiers | Boulevard des Amandiers | 561 m    |
| Barrière des Amandiers | Barrière de la Roquette                                                  | Chemin de ronde de la barrière d'Aunay | Boulevard d'Aunay | 355 m    |
| Barrière de la Roquette | Barrière des Rats                                                        | Chemin de ronde de la barrière des Rats | Boulevard de Fontarabie | 160 m    |
| Barrière des Rats | Barrière de Fontarabie                                                   | Chemin de ronde de la barrière de Fontarabie | Boulevard de Fontarabie | 426 m    |
| Barrière de Fontarabie | Barrière de Montreuil                                                    | Chemin de ronde de la barrière de Montreuil | Boulevard de Charonne | 648 m    |
| Barrière de Montreuil | Barrière de Vincennes                                                    | Chemin de ronde de la barrière de Vincennes | Boulevard de Montreuil | 370 m    |
| Barrière de Vincennes | Barrière de Saint-Mandé                                                  | Chemin de ronde de la barrière de Saint-Mandé | Boulevard de Saint-Mandé | 450 m    |
| Barrière de Saint-Mandé | Barrière de Picpus                                                       | Chemin de ronde de la barrière de Picpus | Boulevard de Picpus | 620 m    |
| Barrière de Picpus | Barrière de Reuilly                                                      | Chemin de ronde de la barrière de Reuilly | Boulevard de Reuilly | 336 m    |
| Barrière de Reuilly | Barrière de Charenton                                                    | Chemin de ronde de la barrière de Charenton | Boulevard de Charenton | 468 m    |
| Barrière de Charenton | Barrière de Bercy                                                        | Chemin de ronde de la barrière de Bercy | Boulevard de Bercy | 827 m    |
| Barrière de Bercy | Barrière de la Rapée                                                     | Il n'y a pas de chemin de ronde entre ces deux barrières | Boulevard de Bercy | 283 m    |

## Sources et bibliographie
- Comte E. Frémy, « L'enceinte de Paris construite par les Fermiers généraux et la perception des droits d'octroi de la ville (1784-1791) », p. 115-148, Bulletin de la Société de l'histoire de Paris et de l'Île-de-France, 1912 (lire en ligne).
- Renaud Gagneux et Denis Prouvost, Sur les traces des enceintes de Paris. Promenades au long des murs disparus, Éditions Parigramme / Compagnie parisienne du livre (Paris), 2004  (ISBN 2-84096-322-1).
- Jacques Hillairet Dictionnaire historique des rues de Paris.
- Félix et Louis Lazare, Dictionnaire administratif et historique des rues de Paris et de ses monuments, 1844-1849.
- Jean Valmy-Baysse, La Curieuse Aventure des boulevards extérieurs, Éditions Albin Michel, 1950.
- Momcilo Markovic, « Mur des Fermiers généraux », sur Dictionnaire de la Ferme générale, 2021